# Astelia papuana
Astelia papuana är en enhjärtbladig växtart som beskrevs av Carl Skottsberg. Astelia papuana ingår i släktet Astelia och familjen Asteliaceae. Inga underarter finns listade i Catalogue of Life.